# Wells Street (Chicago)
Wells Street est une rue principale Nord-Sud du Downtown de la ville de Chicago. 

## Situation et accès
Elle est officiellement désignée comme étant la 200 West.
Wells Street est délimitée par le Comiskey Park, l'Interstate 55 et Lincoln Park. Wells Street traverse la rivière Chicago au pont Wells Street.
Wells Street est desservie par plusieurs stations du métro de Chicago.

## Origine du nom
Elle est nommée en l'honneur de William Wells (en) (1770-1812), capitaine de l'Armée américaine qui est mort à la bataille de Fort Dearborn durant la guerre anglo-américaine de 1812.

## Historique
Entre 1870 et 1912, elle a été nommée « 5th Avenue » afin de ne pas ternir le nom de Wells à une époque où la rue avait mauvaise réputation.

## Bâtiments remarquables et lieux de mémoire
Plusieurs attractions de Chicago sont situées sur ou près de Wells Street, comme le Comiskey Park, et Ed's Debevic. 
Wells Street a été nommée en 1976 dans le Time Magazine comme étant une rue attrayante.